# Travail salarié et Capital
Travail salarié et Capital est un ouvrage de Karl Marx qui reprend les conférences données en 1847 à l'Association des ouvriers allemands de Bruxelles et publiées dans la Neue Rheinische Zeitung entre le 5 et le 11 avril 1849.
L'ouvrage, dans le cadre du régime économique capitaliste, traite de la force de travail et de la théorie de la valeur. 

## Sources
- Karl Marx, Œuvres I - Économie I, Bibliothèque de la Pléiade, Gallimard, 1994, p. 199 à 229, traduction par M. Rubel et L. Évrard[1]. Il s'agit du texte original de Marx.

Une autre version de ce texte est disponible sur plusieurs sites d'après des éditions pas toujours sourcées (il s'agit à chaque fois de la version modifiée par Friedrich Engels après la mort de Marx) :
- Les Classiques des sciences sociales
- Archive Internet des Marxistes
- Wikisource

Karl Marx, Travail salarié et capital dans : Karl Marx, "Travail salarié et capital : suivi de Salaires, prix et profit", traduit par Charles Longuet et Eduard Bernstein. Paris : Editions sociales internationales, 1931, p. 14 à 58 :
- numérisé par la Grande édition Marx et Engels (GEME), sur le portail PANDOR
- en version audio sur litteratureaudio.com